# Neff-Nunatak
Der Neff-Nunatak ist ein 1500 m hoher Nunatak im westantarktischen Ellsworthland. Er ragt 1,5 km südöstlich des Schmutzler-Nunatak im südöstlichen Teil der Grossman-Nunatakker auf.
Der United States Geological Survey (USGS) kartierte ihn anhand eigener Vermessungen und mithilfe von Luftaufnahmen der United States Navy zwischen 1965 und 1968. Das Advisory Committee on Antarctic Names benannte ihn 1987 nach Richard J. Neff, Kartograf des USGS, der 1975 zum Mitglied der Überwinterungsmannschaft auf der australischen Casey-Station gehörte.